# Groupement III/4 de Gendarmerie mobile
Le groupement III/4 (GGM I/4) était le 3e groupement de la 4e Légion de Gendarmerie mobile d'Orléans, dissoute en 2000.
Créé en 1991 et établi à Limoges (Haute-Vienne) dans la caserne chef d'escadron JOUAN, il était composé de 4 escadrons situés dans la région du Limousin et a été dissous le 1er juillet 2000.
Les escadrons du groupement ont constitué - avec deux des cinq escadrons de l'ancien groupement II/4 également dissous à la même date (EGM 24/4 Châteauroux et EGM 25/4 Blois) -  le groupement IV/3 de la 3e Légion de Gendarmerie mobile (puis en 2005 de la région zonale) de Bretagne.

## Implantation des unités
- EGM 31/4 à Limoges devenu EGM 41/2 dans le nouveau groupement IV/2 après la dissolution du III/4 en 2000
- EGM 32/4 à Guéret devenu EGM 42/2 dans le nouveau groupement IV/2 après la dissolution du III/4 en 2000
- EGM 33/4 à Ussel devenu EGM 43/2 dans le nouveau groupement IV/2 après la dissolution du III/4 en 2000
- EGM 34/4 à Bellac devenu EGM 44/2 dans le nouveau groupement IV/2 après la dissolution du III/4 en 2000

## Appellations
- Groupement III/4 de Gendarmerie mobile (depuis 1991)